# Nekonfigurační jazyk
Nekonfigurační jazyky je pojem z generativní gramatiky označující takové jazyky, ke kterým ani Noam Chomsky neumí sestavit složkovou gramatiku, v níž podmět stojí mimo slovesnou frázi. Tyto jazyky jsou charakterizované plochou frázovou strukturou, která umožňuje existenci syntakticky nespojitých výrazů a relativně volný slovosled. Lze je dobře popsat pomocí závislostních gramatik.

## Historie konceptu „nekonfiguračnosti“
Koncept nekonfiguračnosti vyvinuli gramatici vycházející z generativní gramatiky Noama Chomského. Někteří z nich pozorovali, že Chomským navržená syntaktická univerzália vyžadující striktní frázovou strukturu nelze použít pro popis syntaxe některých jazyků, které nemají tak striktní syntaxi jako jazyky, z jejichž vlastností vycházel Chomsky při vytváření svých teorií. S konceptem nekonfiguračnosti přišel Ken Hale, který ukázal, že syntaxe jazyka Warlpiri je nekonfigurační. Ale jako první publikovat popis nekonfiguračnosti sám Chomsky ve svých přednáškách o teorii řízenosti a vázání z roku 1981, ve kterých se odkazoval na Haleho nepublikovaný článek. Cílem Chomského teorie řízenost a vázání bylo umožnit popis jazyků, jako je japonština a Warlpiri, které zjevně nevyhovují jím navrženému jazykovému univerzáliu Move α. Později Hale publikoval svůj vlastní popis nekonfiguračnosti ve Warlpiri. Katalin Kiss vyvinula koncept diskurzu konfiguračnosti pro popis jazyků, v nichž je pořadí složek primárně určené pragmatickými faktory.

## Rozlišování
Hlavním rozdílem mezi nekonfiguračními a konfiguračními jazyky je, že u konfiguračních jazyků je podmět věty mimo finitní slovesnou frázi (VP) (přímo pod S), ale předmět je součástí slovesné fráze. Protože nekonfigurační jazyky nemají složku slovesné fráze, není žádný strukturální rozdíl mezi podmětem a předmětem. Jejich rozlišování — konfigurační versus nekonfigurační — existuje pouze ve frázových gramatikách. V závislostních gramatikách jejich rozlišování nemá význam, protože v závislostní struktuře finitní slovesná fráze není složka.
Zdá se, že nekonfigurační jazyky mají 'plochou' strukturu složek, jak je ukázáno výše. Přítomnost slovesné fráze jako složky ve stromové struktuře věty v konfiguračním jazyce ukázaná na obrázku vlevo nahoře umožňuje definovat syntaktické vztahy (podmět vs. předmět) pomocí konfigurace: podmět je argument, který se nachází mimo slovesnou frázi, zatímco předmět je součástí slovesné fráze. Plochá struktura vpravo, kde není slovesná fráze, umožňuje nahlížet na syntax odlišně. Obecněji, Hale uvádí, že nekonfigurační jazyky mají následující charakteristiky:
1. volný (nebo přesněji, pragmaticky určený) slovosled
2. časté používání nulové anafory (pro-drop jevů)
3. používání syntakticky nesouvislých výrazů

Ale není jasné, zda se tyto vlastnosti vždy vyskytují současně. K jazykům, které jsou považovány za nekonfigurační, patří mohawština, Warlpiri, Nahuatl, jazyk O'odham (Papago), Jingulu, a Jiwarli.

## Nekonfigurační jazyky

### Warlpiri
Warlpiri je jazyk z rozsáhlé jazykové skupiny Pama-Nyungan, kterým mluví ve střední Austrálii více než 3000 lidí. Má čtyři hlavní dialekty: Yuendumu Warlpiri, Willowra Warlpiri, Lajamanu Warlpiri, a Wakirti Warlpiri, kterými se mluví v celé oblasti. Warlpiri vykazuje tři hlavní charakteristiky nekonfiguračnosti, jmenovitě volné pořadí slov, časté používání nulové anafory a nespojité výrazy.

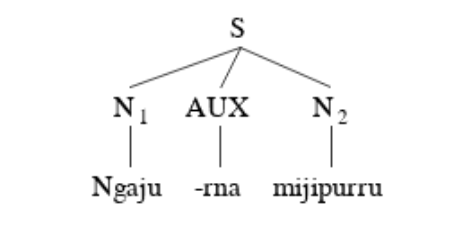
Tento strom ukazuje základní větnou strukturu věty ve Warlpiri.

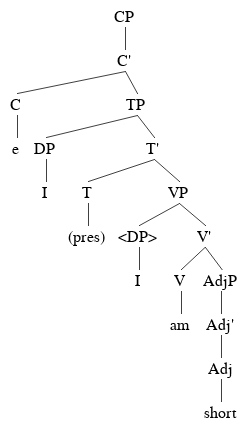
Tento strom ukazuje základní větnou strukturu anglické věty.

Podle Haleho je relativně volné pořadí slov ve větě umožněno tím, jak v nekonfiguračních jazycích funguje princip projekce. Haleho parametr konfiguračnosti (CP) říká, že v nekonfiguračních jazycích platí princip projekce pouze pro lexikální strukturu (LS). To je odlišnost od konfiguračních jazyků, kde princip projekce platí jak pro lexikální strukturu tak pro frázovou strukturu (PS). Podle Haleho je to nedostatek vztahu mezi lexikální strukturou (LS) a frázovou strukturou (PS) vět ve Warlpiri, který umožňuje, aby tento jazyk vykazoval tři charakteristiky nekonfiguračnosti:
1. Volné pořadí slov ve Warlpiri umožňují tři vlastnosti jazyka:
  1. slova mohou ve větě zaujímat libovolnou pozici;
  2. zájmenné příklonky, které jsou součástí pomocného slovesa, poskytují informace o gramatické funkci;
  3. predikáty, které vyžadují, aby lexikální vyjádření argumentů obsahovala pádová značení.[9]
2. Pokud jde o možnost nulové anafory, lze podmět nefinitního slovesa označit jako anaforický.[10] Ale podmět jako argument lexikální struktury nemůže být označen jako anaforický, protože nemůže být vázaný, čímž by porušoval princip teorie vázání.[10]
3. Warlpiri dovoluje nespojité výrazy, protože jmenné výrazy, které spolu nesousedí, mohou odpovídat jedinému slovesnému (AUX) argumentu. To znamená, že DP a NP se mohou odkazovat na stejné sloveso, ale nemusí být ve větě vedle sebe.[11]

Hlavní (lexikální) kategorie ve Warlpiri jsou N, V, a PV (zájmeno); menší (funkční) kategorie jsou AUX (sloveso) a částice, spojky a příklonky, které všechny patří do širší kategorie částic. Obecná frázová struktura věty ve Warlpiri je následující:
S → (AUX) α α* (kde α je N, V nebo částice)
Zájmena jsou volně řazena vůči ostatním slovům ve větě, a chovají se jako jiná jména. Naproti tomu konfigurační jazyk (například angličtina) má tuto základní větnou strukturu:
S → NP VP.
Ve Warlpiri jsou slovesa vždy predikáty vyžadující argumenty a jména jsou vždy argumenty nebo predikáty vyžadující argumenty, jak je vidět na stromě věty ngaju-rna mijipurru (“Já jsem malý“) ve Warlpiri zobrazené vpravo, jejíž jmenné složky jsou ngaju (“já“) a mijipurru (“malý“), které vystupují buď jako predikát vyžadující argumenty nebo jako argument, podle kategorie prvku AUX -rna (“jsem“). V této větě je AUX v první osobě jednotného čísla, což indikuje, že aby věta ve Warlpiri byla gramatická, musí ngaju fungovat jako argument, a mijipurru jako predikát vyžadující argument. V angličtině je DP “I“ (“já“) argument a přídavné jméno “malý“ je predikát vyžadující argument. Stromy vpravo ukazují rozdíly mezi konfiguračními a nekonfiguračními jazyky porovnáním syntaktického stromu v jazyce Warlpiri se syntaktickým stromem v angličtině.

## Jelinková: Základ v pádové analýze
Hale (1980, 1981, 1982, 1983) usiloval o definici parametru konfiguračnosti, z něhož by vyplývaly skupiny vlastností nekonfiguračních jazyků. Eloise Jelinková s Halem nesouhlasí, když nabízí jinou analýzu jazyka Walpiri a některých dalších nekonfiguračních jazyků, a navrhuje jiný parametr. Jelinková především dává analýzu toho, proč jsou ve Warlpiri jmenné fráze často nevyjádřené (nulová anafora). Princip projekce podle teorie řízenosti a vázání nepřipouští vypouštění jmenných členů, místo toho používá prázdné hlavy, které nesou relevantní tematické role; díky tomu lze jmenné členy obnovit. Hale tvrdí, že jmenné členy jsou v nekonfiguračních jazycích prostě nepovinné, což je důsledkem povahy vztahu mezi frázovou a lexikální strukturou v nekonfiguračních jazycích. Jelinková však navrhuje parametry konfiguračnosti, které jsou ve shodě s principem projekce, s konkrétním odkazem na příklady ve Warlpiri. Ukazuje, že AUX nejen vyznačuje gramatické vztahy, ale je také složkou obsahující pádové označená plně referenční příklonná zájmena, která slouží jako argumenty slovesa. Protože jmenné fráze nejsou nikdy argumentem slovesa, je možné je vypustit aniž by byl porušen princip projekce.
Následně Jelinková vysvětluje volné pořadí slov a zjevně nespojité výrazy v nekonfiguračních jazycích. Protože jmenné fráze nejsou argumenty, může být k argumentu přiřazen více než jeden jmenný člen, čímž vzniknou nespojité výrazy. Protože navíc jmenné členy fungují jako adjunkty, nemusí mít pevné pořadí. Z toho plyne, že funkce jmenných skupin v nekonfiguračních jazycích se podobá sousedícím větám, které doplňují informace k slovesnému argumentu nebo predikátu.

## Mark Baker: Aplikace nekonfiguračnosti na polysyntetické jazyky
Na základě výzkumů polysyntetických jazyků, především mohawštiny, vytvořil Mark Baker vlastní koncepci univerzální gramatiky, která je použitelná pro polysyntetické i nepolysyntetické jazyky. Baker tvrdí, že polysyntetické jazyky musí vyhovovat syntaktickým pravidlům, která nazývá „polysyntetický parametr“, v důsledku čehož budou vykazovat zvláštní sadu syntaktických vlastností. Podle tohoto parametru je jednou z vlastností polysyntetických jazyků volná frázová struktura, což z nich činí nekonfigurační jazyky. Na podporu svého tvrzení uvádí tři vlastnosti nekonfiguračnosti: pozice substantivních frází, licencování substantivních frází a nespojité složky.

### Pozice substantivních frází
V nekonfiguračních jazycích může být jakákoli substantivní fráze vynechána nebo se může objevit na libovolném místě vůči slovesu nebo jiným substantivním frázím. Baker dokazuje, že polysyntetické jazyky vyhovují této struktuře, protože se zdá, že substantivní fráze mají vlastnosti adjunktů. Je to podobné tomu, že adverbia v angličtině jsou modifikátory a mohou se vyskytovat na obou stranách slovesné fráze. Baker aplikuje tento známý koncept v jiné oblasti a ukazuje, že v polysyntetickém jazyce Mohawštině je pozice slovesná fráze obligatorní stejně jako v angličtině, ale substantivní fráze mohou být jejími adjunkty.

### Licencování substantivních frází
Jak bylo diskutováno výše, Baker navrhuje, aby substantivní fráze v polysyntetických jazycích nezaujímaly pozici argumentu, čímž naznačuje, že existuje jiný parametr, který způsobuje, že substantivní fráze musí být v sousedící pozici. Ukazuje, že toto licencování je výsledkem podmínky licencování adjunktu a řetězové podmínky. Podmínka licencování adjunktu říká, že typ argumentu libovolné fráze XP generované v sousedící pozici je licencovaný právě tehdy, když tvoří řetěz s jednoznačným nulovým zájmenem na pozici argumentu. Podmínka řetězu tvrdí, že X a Y mohou tvořit řetěz pouze za určitých podmínek. Jmenovitě když X c-ovládá Y, X a Y jsou koindexované, neexistuje žádná bariéra, která by obsahovala Y ale ne X, a X a Y mají stejné morfosyntaktické rysy.

### Nespojité složky
Baker také zkoumá třetí prvek nekonfiguračnosti navržený Haleem: existenci nespojitých výrazů. Rozsah nespojitých výrazů polysyntetických jazyků je určen především lexikálními faktory. To naznačuje, že jazyk, který umožňuje větší rozsah nespojitých výrazů, má pravděpodobně více způsobů licencování jmenných frází.
Zkoumání polysynteze prizmatem nekonfiguračnosti poskytuje Marku Bakerovi základ pro popis zvláštní syntaxe, kterou se vyznačují polysyntetické jazyky. Jeho přístup k polysytezi však mezi lingvisty vyvolává určité diskuse, protože se významně opírá o generativní gramatiku, což způsobuje, že některé z jazyků, které byly tradičně považovány za polysyntetické, mezi polysyntetické jazyky neřadí.

## Kontroverze mezi generativními gramatiky
Snahy o analýzu nekonfiguračních jazyků vyvolávají rozpory mezi generativními gramatiky. Na jedné straně se mnoho prací o těchto jazycích vycházejících z rámce Principů a parametrů snažilo dokázat, že jsou konfigurační. Na druhou stranu bylo v Lexical Functional Grammar dokazováno, že tyto snahy jsou marné, a že skutečně nekonfigurační jazyky existují. Z perspektivy syntaktické teorie přináší existence nekonfiguračních jazyků otázku, zda jsou gramatické funkce jako podmět a předmět nezávislé na struktuře. Pokud by nebyly, žádný jazyk by nebyl nekonfigurační.

## Kontroverze se závislostními gramatiky
Rozlišování mezi konfiguračními a nekonfiguračními jazyky existuje pouze ve frázových gramatikách. Protože závislostní syntax (závislostní gramatiky) úplně postrádá složku finitní slovesné fráze, nemá důvod tyto jazyky rozlišovat. Jinak řečeno, pro závislostní gramatiky jsou všechny jazyky nekonfigurační, dokonce včetně angličtiny, kterou všechny frázové gramatiky považují za jazyk, který má finitní VP složku. Tento postoj ilustrují následující příklady:
No structure will have a finite VP constituent. – Zvýrazněna finitní VP
No structure will have a finite VP constituent. – Zvýrazněna nefinitní VP
Prakticky všechny frázové gramatiky předpokládají, že finitní slovesná fráze zvýrazněná v první větě je složka. Závislostní gramatiky však finitní slovesné fráze za složky nepovažují. nefinitní slovesné fráze považují za složky jak frázové gramatiky tak závislostní gramatiky. Závislostní struktura věty z příkladu je následující:
Protože finitní slovesná fráze will have a finite VP constituent není úplným podstromem, nejedná se o složku. Podle kritéria konfiguračnosti to znamená, že tato závislostní struktura (jako všechny závislostní struktury) je nekonfigurační. Jejich rozlišování mezi konfigurační a nekonfigurační tedy zcela mizí, všechny jazyky jsou v relevantním smyslu nekonfigurační. Všimněte si však, že zatímco finitní slovesná fráze ve stromě není složkou, nefinitní slovesná fráze have a finite VP constituent je složkou (protože je úplným podstromem).
Závislostní gramatiky poukazují na výsledky standardních testů na složky jako na důkaz toho, že finitní slovesná fráze není složkou. I když tyto testy poskytují jasný důkaz, že nefinitní slovesná fráze v angličtině (a v jiných jazycích) složkou je, na finitní slovesné fráze je nelze uplatnit.